# Dea Garbaccio
Dea Garbaccio, all'anagrafe Dea Gili Garbaccio (Borgosesia, 29 giugno 1919 – Fara Novarese, 12 settembre 1997), è stata una cantante italiana.

## Biografia
Scoprì la propria vocazione musicale nel negozio del padre, che commerciava dischi e apparecchi radio. Nel 1939 entrò all'EIAR in seguito al concorso nazionale per cantanti della radio - assieme a Oscar Carboni - esordendo ai microfoni col brano Come bimbi e giungendo al successo con C'è una chiesetta amor.
Tale fu la notorietà raggiunta dalla canzone che il maestro Angelini la adottò e la usò poi ininterrottamente come sigla della propria orchestra. Dotata di una voce intensa che sapeva però modulare in toni delicatissimi, è ricordata soprattutto per l'interpretazione di Rosamunda, incisa con l'orchestra Angelini nel 1942: rifacimento della nordamericana Beer Barrel Polka (1939), la canzone avrebbe accompagnato coi suoi toni allegri e speranzosi gli italiani nei mesi della liberazione, restando un vero e proprio sigillo di quell'epoca.
Dea Garbaccio fu attiva in Rai fino alla fine degli anni quaranta nelle formazioni di Angelini e Barzizza, ritirandosi poi a vita privata. Tra i suoi altri successi si può ricordare La sedia a dondolo (1942) e la versione italiana della celebre Bésame mucho (1945).
Riposa in un loculo all'entrata del cimitero di Borgosesia sopra il marito Gino Carcassola (primo clarinetto dell'orchestra Angelini) sposato nel 1947.

## Discografia parziale

### Singoli
- 1940: Forse un dì/Stanotte in sogno (Parlophon, GP 93162; solo lato B, lato A cantato da Norma Bruni)
- 1941: Sopra una nuvola con te/Ascensione (Cetra, DC 4032; con Giovanni Turchetti)
- 1944: La violetera/El reliquario (Cetra, DC 4158;
- 1945: Amor, amor, amor/Besame mucho (Cetra, DC 4378)
- 1945: Inquietudine/Pino solitario (Parlophon, C 8063)
- 1946: Là in Argentina/Rhum e Coca Cola (Cetra, DC 4418)
- 1946: Si chiama Boogie-Woogie/Va col mio pensiero (Cetra, DC 4426)